# Campeonato Mundial de Atletismo Sub-20 de 2016 - Lançamento de dardo feminino
A prova do lançamento de dardo feminino do Campeonato Mundial de Atletismo Sub-20 de 2016 ocorreu entre os dias 19 e 20 de julho em Bydgoszcz, na Polônia. 

## Recordes
Antes desta competição, os recordes mundiais e do campeonato nesta prova eram os seguintes:
|     | Nome             | Nacionalidade | Distância | Local     | Data                |
| --- | ---------------- | ------------- | --------- | --------- | ------------------- |
| WJR | Yuleimis Aguilar | Cuba          | 63.86 m   | Edmonton  | 2 de agosto de 2015 |
| CR  | Vira Rebryk      | Ucrânia       | 63.01 m   | Bydgoszcz | 10 de julho de 2008 |

## Medalhistas
| Ouro                      | Prata                | Bronze           |
| Klaudia Maruszewska (POL) | Jo-Ane van Dyk (RSA) | Eda Tuğsuz (TUR) |

## Cronograma
Todos os horários são locais (UTC+1).
| Data        | Hora  | Evento       |
| ----------- | ----- | ------------ |
| 19 de julho | 10:05 | Qualificação |
| 20 de julho | 20:45 | Final        |

## Resultados

### Qualificação
Qualificação: 53,50 m (Q) ou pelo menos melhor 12 qualificado (q) 
Grupo A
| Posição | Atleta              | Nacionalidade  | Tentativas | Tentativas | Tentativas | Resultados | Notas |
| Posição | Atleta              | Nacionalidade  | 1          | 2          | 3          | Resultados | Notas |
| ------- | ------------------- | -------------- | ---------- | ---------- | ---------- | ---------- | ----- |
| 1       | Eda Tuğsuz          | Turquia        | x          | 45.91      | 57.77      | 57.77      | Q     |
| 2       | Hanna Tarasiuk      | Bielorrússia   | 56.40      |            |            | 56.40      | Q,    |
| 3       | Chang Chu           | Taipé Chinesa  | 46.30      | 50.47      | 54.65      | 54.65      | Q,    |
| 4       | Klaudia Maruszewska | Polónia        | 54.34      |            |            | 54.34      | Q,    |
| 5       | Mikako Yamashita    | Japão          | 47.47      | 53.47      | x          | 53.47      | q     |
| 6       | Nikol Tabačková     | Chéquia        | 49.22      | 48.54      | 52.45      | 52.45      | q     |
| 7       | Fabienne Schonig    | Alemanha       | 51.98      | 49.82      | x          | 51.98      |       |
| 8       | Luisa Sinigaglia    | Itália         | 46.47      | 43.35      | 51.02      | 51.02      |       |
| 9       | Kathryn Brooks      | Austrália      | 48.42      | 47.63      | 50.54      | 50.54      |       |
| 10      | Luz Mariana Castro  | México         | 46.70      | 45.06      | 50.19      | 50.19      |       |
| 11      | Stella Weinberg     | Noruega        | 48.29      | 44.73      | 46.62      | 48.29      |       |
| 12      | Ashley Pryke        | Canadá         | 45.63      | 48.15      | x          | 48.15      |       |
| 13      | Candesha Scott      | Granada        | 45.01      | 47.86      | 46.84      | 47.86      |       |
| 14      | Sanobarhon Erkinova | Uzbequistão    | 46.05      | 47.84      | 47.72      | 47.84      |       |
| 15      | Agnese Vilcāne      | Letónia        | 44.95      | 42.65      | 47.64      | 47.64      |       |
| 16      | Katelyn Gochenour   | Estados Unidos | 44.28      | 47.45      | 47.53      | 47.53      |       |
| 17      | Yu Yuzhen           | China          | 43.61      | 46.99      | 25.32      | 46.99      |       |
| 18      | Marcella Liiv       | Estónia        | 44.74      | 44.90      | 45.01      | 45.01      |       |
| 19      | Anastasiia Ivanova  | Ucrânia        | 43.39      | 42.07      | 44.92      | 44.92      |       |
| 20      | Jeong Ji-hye        | Coreia do Sul  | x          | 42.11      | 40.79      | 42.11      |       |
| 21      | Shanee Angol        | Domínica       | 34.25      | 36.67      | 30.90      | 36.67      |       |
|         | Kelechi Nwanaga     | Nigéria        | DNS        | DNS        | DNS        | DNS        | DNS   |

Grupo B
| Posição | Atleta                  | Nacionalidade  | Tentativas | Tentativas | Tentativas | Resultados | Notas |
| Posição | Atleta                  | Nacionalidade  | 1          | 2          | 3          | Resultados | Notas |
| ------- | ----------------------- | -------------- | ---------- | ---------- | ---------- | ---------- | ----- |
| 1       | Haruka Kitaguchi        | Japão          | 52.46      | 56.16      |            | 56.16      | Q     |
| 2       | Jo-Ane van Dyk          | África do Sul  | 54.06      |            |            | 54.06      | Q     |
| 3       | Geraldine Ruckstuhl     | Suíça          | 40.30      | 50.33      | 52.50      | 52.50      | q,    |
| 4       | Ilaria Casarotto        | Itália         | 42.40      | 43.98      | 52.46      | 52.46      | q     |
| 5       | Marisleisys Duarthe     | Cuba           | 52.32      | 47.26      | 46.00      | 52.32      | q     |
| 6       | Mirell Luik             | Estónia        | 52.23      | x          | 49.92      | 52.23      | q     |
| 7       | Brittni Wolczyk         | Canadá         | 51.69      | x          | 50.85      | 51.69      |       |
| 8       | Emma Oosterwegel        | Países Baixos  | 49.73      | 47.10      | x          | 49.73      |       |
| 9       | Lee Ga-hui              | Coreia do Sul  | 48.71      | 46.90      | 49.46      | 49.46      |       |
| 10      | Estefany Chacón         | Venezuela      | 48.81      | x          | 47.34      | 48.81      |       |
| 11      | Chen Jiajia             | China          | 42.70      | 45.31      | 48.53      | 48.53      |       |
| 12      | Alexanda Maria da Silva | Brasil         | x          | 48.31      | 46.27      | 48.31      |       |
| 13      | Laine Donāne            | Letónia        | 46.81      | 47.41      | 48.24      | 48.24      |       |
| 14      | Afroditi Maniou         | Grécia         | 48.23      | 45.94      | 46.59      | 48.23      |       |
| 15      | Claudia Ferreira        | Portugal       | 48.09      | x          | x          | 48.09      |       |
| 16      | Azize Altın             | Turquia        | 46.81      | 45.83      | 47.79      | 47.79      |       |
| 17      | Emma Fitzgerald         | Estados Unidos | 46.28      | x          | 41.22      | 46.28      |       |
| 18      | Varvara Nazarova        | Cazaquistão    | 43.84      | 43.29      | 46.17      | 46.17      |       |
| 19      | Ioana Valentina Plavan  | Roménia        | 44.28      | x          | x          | 44.28      |       |
| 20      | Dina Ćosić              | Sérvia         | 42.84      | 39.60      | 32.51      | 42.84      |       |
| 21      | Annika Marie Fuchs      | Alemanha       | 36.53      | x          | 37.60      | 37.60      |       |

### Final
A prova final foi realizada no dia 20 de julho às 20:45. 
| Medalha de ouro   | Klaudia Maruszewska | Polónia       | 57.59 | 55.67 | x     | -     | 57.59 | Recorde pessoal      |  |  |
| Medalha de prata  | Jo-Ane van Dyk      | África do Sul | 53.68 | 53.61 | 57.32 | 55.71 | 57.32 | Recorde pessoal      |  |  |
| Medalha de bronze | Eda Tuğsuz          | Turquia       | 54.21 | x     | 56.71 | 54.17 | 56.71 |                      |  |  |
| 4                 | Nikol Tabačková     | Chéquia       | 51.50 | 54.07 | 56.19 | 52.16 | 56.19 | Recorde pessoal      |  |  |
| 5                 | Chang Chu           | Taipé Chinesa | 55.35 | x     | x     | 51.88 | 55.35 | NJR                  |  |  |
| 6                 | Mikako Yamashita    | Japão         | 54.89 | 43.87 | 48.27 | x     | 54.89 | Recorde da temporada |  |  |
|                   |                     |               |       |       |       |       |       |                      |  |  |
| 7                 | Geraldine Ruckstuhl | Suíça         | 47.65 | 50.78 | 53.38 |       | 53.38 | Recorde pessoal      |  |  |
| 8                 | Haruka Kitaguchi    | Japão         | 50.71 | 52.15 | 51.26 | 52.15 |       |                      |  |  |
| 9                 | Marisleisys Duarthe | Cuba          | 47.83 | 51.46 | 49.59 | 51.46 |       |                      |  |  |
| 10                | Hanna Tarasiuk      | Bielorrússia  | 50.12 | x     | 51.05 | 51.05 |       |                      |  |  |
| 11                | Mirell Luik         | Estónia       | 49.03 | 50.19 | 50.65 | 50.65 |       |                      |  |  |
| 12                | Ilaria Casarotto    | Itália        | x     | x     | 50.17 | 50.17 |       |                      |  |  |

Legenda
| Recorde mundial       | Recorde mundial (World record)               |                       | Recorde africano                      | Recorde africano (African) |                                           | Q | Classificado por posição (Qualified) |
| Recorde do campeonato | Recorde do campeonato (Championship record)  | Recorde da América    | Recorde da América (Americas)         | q                          | Classificado por melhor tempo (Qualified) |   |                                      |
| Melhor marca do ano   | Melhor marca do ano (World leading)          | Recorde asiático      | Recorde asiático (Asian)              | DNS                        | Não largou (Did not start)                |   |                                      |
| Recorde nacional      | Recorde nacional (National record)           | Recorde europeu       | Recorde europeu (European)            | DNF                        | Não terminou (Did not finish)             |   |                                      |
| Recorde pessoal       | Recorde pessoal do atleta (Personal best)    | Recorde da Oceania    | Recorde da Oceania (Oceania)          | DSQ / DQ                   | Desclassificado (Disqualified)            |   |                                      |
| Recorde da temporada  | Recorde da temporada do atleta (Season best) | Recorde sul-americano | Recorde sul-americano (South America) | NM                         | Sem marca (No mark)                       |   |                                      |